# Monumento a Simón Bolívar (Sevilla)
El monumento a Simón Bolívar es una estatua ecuestre que representa al militar y político venezolano Simón Bolívar (1783-1830), y se halla situado en el paseo de las Delicias de la ciudad de Sevilla (Andalucía, España). Es obra de Emilio Laiz Campos y fue inaugurada en el año 1981 por Juan Carlos I de España y Sofía de Grecia, con la presencia y palabras del expresidente venezolano Rafael Caldera.
Se encuentra junto al Parque de María Luisa, frente al Pabellón de Argentina de la Exposición Iberoamericana de 1929, y fue donado por el Gobierno de Venezuela a la ciudad de Sevilla.

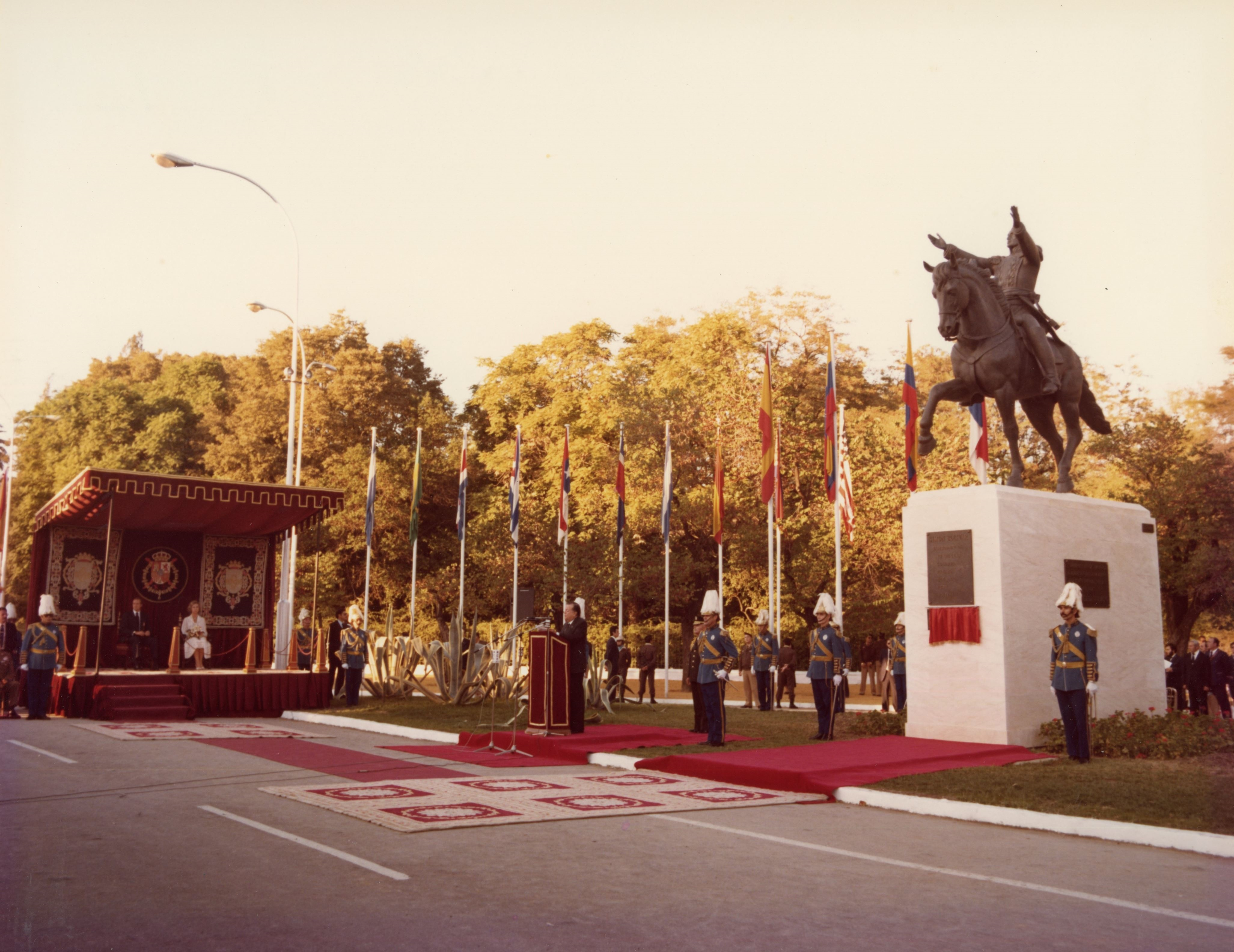
Inauguración del Monumento a Simón Bolívar, el 11 de octubre de 1981.

## Descripción
El monumento consiste en una estatua ecuestre de Simón Bolívar con los brazos abiertos.
En el pedestal existen varias placas. Cada una de ellas reza: 
- Lado delantero: «Simón Bolívar Libertador de Venezuela, Colombia, Panamá, Ecuador, Perú y Bolivia» y «S.M. el Rey D. Juan Carlos I inauguró este monumento donado por la República de Venezuela el 11 de octubre de 1981, siendo alcalde D. Luis Uruñuela».
- Lado derecho: «Su alma creó patrias y enriqueció el alma española, el alma eterna de la España inmortal y de la humanidad con ella».
- Lado izquierdo: una carta de Simón Bolívar al rey de España «Es nuestra ambición ofrecer a los españoles una segunda patria, pero erguida, no abrumada de cadenas, Bogotá 24 de enero de 1821»
- En su trasera «Nació en Caracas (Venezuela) el 24 de julio de 1783 y murió en Santa Marta (Colombia) el 17 de diciembre de 1830».
- También en una pequeña placa figura el nombre del autor que la realizó, Emilio Laiz Campos.[2]